# Énergie-info
Ne doit pas être confondu avec Espace info énergie.
Énergie-Info est un service d'information public, à destination des consommateurs français d'électricité et de gaz. Le service, créé en 2007 à l'occasion de l'ouverture des marchés de l'électricité et du gaz en France, est géré par le médiateur national de l'énergie, en lien avec la Commission de régulation de l'énergie, la Direction générale de la concurrence, de la consommation et de la répression des fraudes et la Direction générale de l'Énergie et du Climat. Il est indépendant des fournisseurs d'électricité et gestionnaires de réseaux (Enedis, entreprises locales de distribution, GRDF).

## Services proposés

### Site Internet
Le site Internet permet aux consommateurs d'énergie (électricité ou gaz) en France de s'informer sur leurs démarches, comme déménager, emménager, faire construire une maison, se raccorder à l'électricité ou au gaz naturel, résilier son contrat ou changer de fournisseur ; de comprendre leurs factures, compteurs, contrats et le fonctionnement du marché de l'énergie ; et d'être accompagnés dans une démarche de réclamation ou un litige. Il permet également d’obtenir la liste des fournisseurs d'électricité et de gaz naturel disponibles par commune.
Le site est disponible dans des versions distinctes pour les particuliers et professionnels.

### Centre d'appel
Un numéro Vert permet d'accéder à un serveur vocal interactif. Selon le type de demandes, les consommateurs sont orientés vers le site energie-info.fr, vers un « front office » de dix personnes (géré par un prestataire externalisé assurant le premier niveau de traitement des demandes d’information reçues par téléphone) ou sur un back office de trois personnes, au sein du médiateur national de l'énergie.

### Comparateur d'offres
Le comparateur d'énergie permet aux consommateurs d’électricité et de gaz de comparer, selon leur profil, leur numéro de code postal, leur volume de consommation, les différentes offres proposées par les fournisseurs d'électricité et de gaz.
Administré par le médiateur national de l’énergie, cet outil est né de la concertation avec les parties prenantes : fournisseurs d'électricité ou de gaz, associations de consommateurs, test qualitatif auprès de consommateurs.
Pour figurer sur le comparateur, les fournisseurs d'énergie doivent approuver une charte de fonctionnement[Quoi ?].

#### Impartial, fiable et indépendant
Le comparateur d'énergie proposé par énergie-info est le seul sous statut public et à être neutre et indépendant. Il est le seul, avec ceux des associations de consommateurs, à pouvoir être qualifié de totalement impartial, fiable et indépendant. Son fonctionnement est encadré par la loi relative à l’énergie et au climat.
Début 2014, l’association de consommateurs UFC-Que choisir mène une enquête sur les sites comparant les prix du gaz et de l’électricité. Elle conclut qu’« en dehors du site officiel Energie-Info.fr, mis en place et géré par le médiateur national de l'énergie, il n’existe aucun vrai comparateur de prix. En dépit de leurs promesses, ces derniers ne cherchent nullement à faire bénéficier les consommateurs de la meilleure offre du marché. Leur objectif, c’est de les orienter vers les fournisseurs partenaires qui les rémunèrent au mieux quand ils leur apportent un nouveau client. Ces sites sont biaisés et abusent de la confiance des consommateurs ».

## Communication

### Identités visuelles

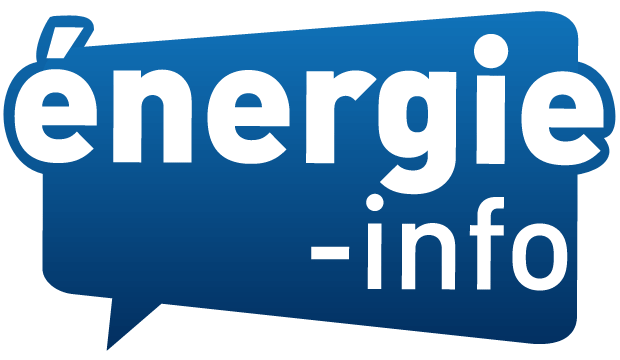
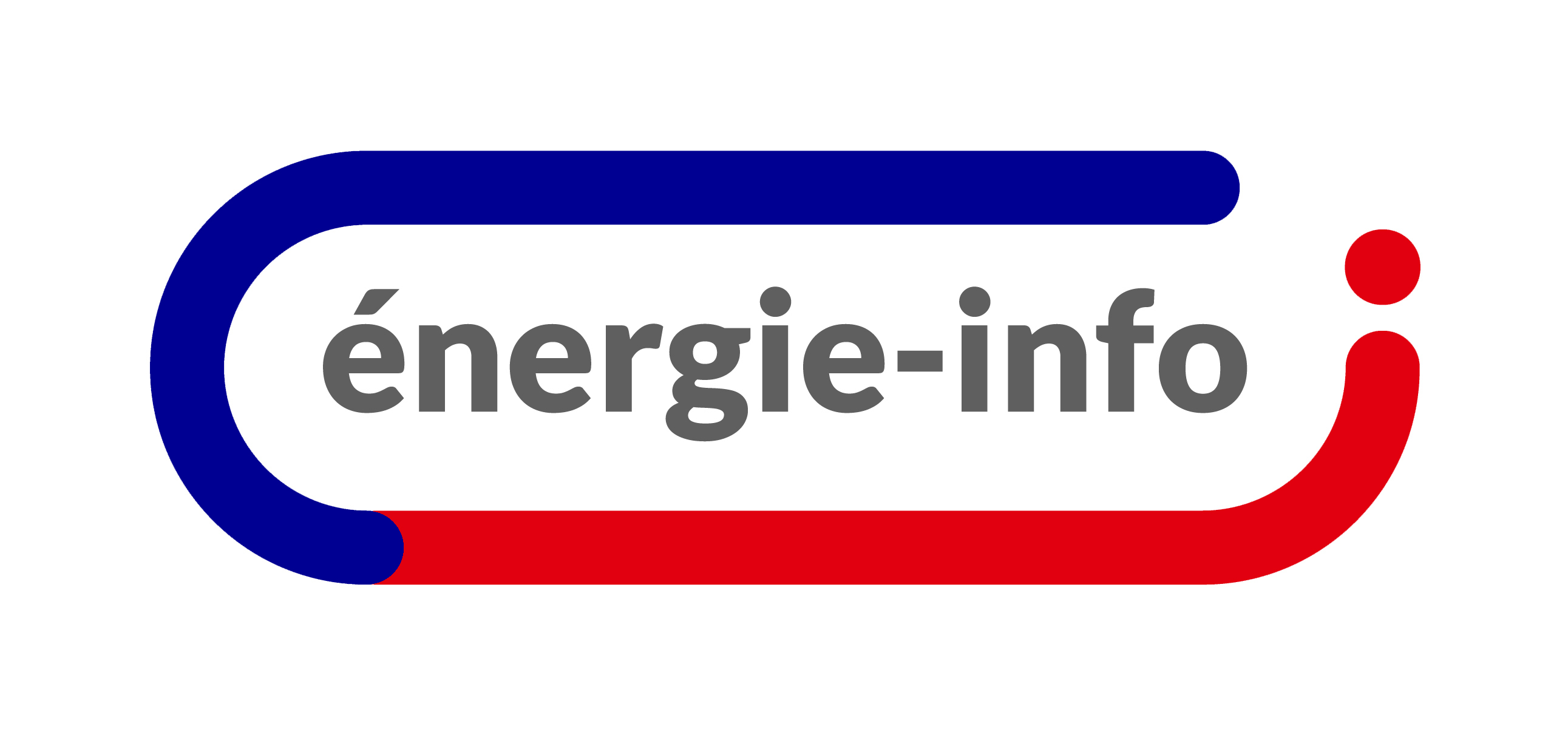
Logo depuis novembre 2020[5],[8].